# 岡山本洲產業園區
25°03′48″N 121°27′27″E / 25.06333°N 121.45750°E
岡山本洲產業園區，簡稱本洲工業區，位於台灣高雄市岡山區。本產業園區為208公頃，計分為一般產業區、環保科技園區、物流園區及相關產業區。2020年土地銷售率達97.3%，進駐廠商達195家，員工總數約8,367人，109年總營業額約851.3億元。

## 交通

### 高雄捷運
紅線(岡山路竹延伸線)：本洲產業園區站